# Lynda Lemay
Lynda Lemay (Portneuf, Quebec, 25 de julio de 1966) es una cantante francófona canadiense. Conocida por sus canciones narrativas, Lynda Lemay ha vendido más de cuatro millones de álbumes.
Después de estudiar literatura, mostró un talento para la escritura de canciones que le valió el premio a "Mejor cantautor" en el Festival Internacional de la Canción de Granby de 1989.
Se dio a conocer en Francia en 1995 con el tema «La Visite». En esa canción describe la hipocresía de las reuniones familiares. Los textos de Lynda Lemay hacen burla de todo lo que rodea la vida cotidiana, con temas como «Chéri, tu ronfles» (¡Querido, roncas!). En 1996, ganó el premio especial y el premio del público del certamen "Tremplin de la chanson des Hauts-de-Seine".
En enero de 2005, presentó por primera vez en Francia su ópera folk Un éternel hiver. El 7 de septiembre de 2010, Lynda Lemay lanzó su tercer álbum en vivo, titulado Blessée. Sus dos proyectos más recientes, los álbumes de estudio Il n'y a qu'un pas y Entre la flamme et la suie, fueron publicados en 2023.
Estuvo casada varios años en Quebec con el actor Patrick Huard, con el que tuvo una hija nacida en 1997. Después de tres años, fue la pareja del humorista Laurent Gerra. En el 2005 volvió a casarse, esta vez con Michael Weisinger; ambos tienen una hija nacida en el 2006.

## Discografía

### Álbumes
| Año  | Álbum                                           | Posiciones en listas musicales | Posiciones en listas musicales | Posiciones en listas musicales | Posiciones en listas musicales | Posiciones en listas musicales | Certificaciones |
| Año  | Álbum                                           | CAN                            | BEL (Flan.)                    | BEL (Val.)                     | FRA                            | SUI                            | Certificaciones |
| ---- | ----------------------------------------------- | ------------------------------ | ------------------------------ | ------------------------------ | ------------------------------ | ------------------------------ | --------------- |
| 1990 | Nos rêves                                       |                                | –                              | –                              | 116                            | –                              |                 |
| 1994 | Y                                               |                                | –                              | –                              | –                              | –                              |                 |
| 1996 | La visite                                       |                                | –                              | –                              | –                              | –                              |                 |
| 1998 | Lynda Lemay                                     |                                | –                              | 38                             | 42                             | –                              |                 |
| 1999 | Live                                            |                                | –                              | 28                             | 2                              | 56                             |                 |
| 2000 | Du coq à l'âme                                  |                                | –                              | 37                             | 1                              | 29                             |                 |
| 2000 | Les lettres rouges                              |                                | –                              | 3                              | 1                              | 5                              | CAN: Oro        |
| 2003 | Les secrets des oiseaux                         |                                | –                              | 3                              | 2                              | 13                             |                 |
| 2005 | Un paradis quelque part                         |                                | –                              | –                              | 20                             | –                              |                 |
| 2005 | Un éternel hiver (musical)                      |                                | –                              | 22                             | 22                             | 29                             |                 |
| 2006 | Ma signature                                    |                                | –                              | 3                              | 2                              | 16                             |                 |
| 2008 | Allo c'est moi                                  |                                | –                              | 6                              | 5                              | 16                             |                 |
| 2010 | Blessée                                         |                                | –                              | 3                              | 3                              | 22                             |                 |
| 2013 | Feutres et pastels                              |                                | 184                            | 5                              | 5                              | 14                             |                 |
| 2016 | Décibels et des silences                        | 33                             |                                | 4                              | 5                              | 11                             |                 |
| 2020 | Il était onze fois                              |                                |                                | 34                             | 113                            |                                |                 |
| 2020 | Des milliers de plumes                          |                                |                                | 43                             | 89                             |                                |                 |
| 2020 | À la croisée des humains                        |                                |                                | 14                             | 86                             | 55                             |                 |
| 2021 | De la rosée dans les yeux                       |                                |                                | 12                             | 84                             | 56                             |                 |
| 2023 | Il n'y a qu'un pas                              |                                |                                | 90                             | 67                             | 48                             |                 |
| 2023 | Entre la flamme et la suie – Amours et patterns |                                |                                | 83                             | –                              | –                              |                 |

### Compilation albums
| Año  | Álbum   | Posiciones en listas musicales | Posiciones en listas musicales | Posiciones en listas musicales | Posiciones en listas musicales | Certificaciones |
| Año  | Álbum   | CAN                            | BEL (Val.)                     | FRA                            | SUI                            | Certificaciones |
| ---- | ------- | ------------------------------ | ------------------------------ | ------------------------------ | ------------------------------ | --------------- |
| 2011 | Best of | 12                             | 6                              | 19                             | 41                             |                 |